# پیتر ولیتس
پیتر ولیتس (اسلواکی: Peter Velits؛ زادهٔ ۲۱ فوریهٔ ۱۹۸۵) دوچرخه‌سوار اهل اسلواکی است.
از باشگاه‌هایی که در آن بازی کرده‌است می‌توان به تیم بی‌ام‌سی و تیم کوئیک‌استپ فلورز اشاره کرد.
وی در مسابقات کشوری و بین‌المللی در مجموع برندهٔ ۴ مدال طلا شده‌است.